# Escalada en los Juegos Olímpicos de Los Ángeles 2028
Las competiciones de escalada en los Juegos Olímpicos de Los Ángeles 2028 se realizarán en el centro de convenciones de Long Beach en julio de 2028.